# Parafia Wprowadzenia do Świątyni Przenajświętszej Bogurodzicy w Warszawie
Parafia Wprowadzenia do Świątyni Przenajświętszej Bogurodzicy – parafia prawosławna działająca przy warszawskim Prawosławnym Seminarium Duchownym, należąca do dekanatu Warszawa diecezji warszawsko-bielskiej Polskiego Autokefalicznego Kościoła Prawosławnego.
Na terenie parafii funkcjonuje 1 cerkiew:
- cerkiew Wprowadzenia do Świątyni Przenajświętszej Bogurodzicy w Warszawie – parafialna i seminaryjna

Administratorem parafii jest rektor Seminarium ks. mitrat dr Jerzy Tofiluk.